# Манастир Троноша
Манастир Троноша је српски женски манастир шабачке епархије, чији је ктитор краљица Каталина Арпадовић. Налази се у селу Коренита, у непосредној близини Тршића на територији града Лознице.
Старешина манастира од 2004. године је игуманија Варвара (Веселиновић), а духовник манастира је архимандрит Николај (Веселиновић).

## Прошлост манастира
У Троношком летопису из 1791. као ктитор манастира спомиње се краљица Каталина Немањић, жена краља Драгутина. Сматра се да је манастир настао 1317. године. Страдао је од Турака крајем 15. века када је црква срушена до темеља. Манастир је обновљен је у 16. веку, црква посвећена Ваведењу Богородице подигнута је 1559. године. Познате старешине манастира били су: Тихон Иванчевић (1887—1915), Георгије Бојић (1936—1941), Антоније Ђурђевић (1961—1997), Николај Веселиновић (1997—данас)
Игуман Јован опремио је у манастиру преписивачку радионицу где су 1571. и 1581. године преписиване богослужбене књиге за Троношу и суседне манастире. Троношки игуман Михаило боравио је 1625. године у Русији, у периоду од 16. до 18. века руски Синод је помагао овом манастиру. Оловни покривач са манастирске цркве насилно је скинут крајем 17. века.
За време Кочине крајине, игуман манастира архимандрит Стефан Јовановић био је на челу борбе. Од 2017. године Српска православна црква га прославља као светитеља - преподобни Стефан Троношки. Вук Стефановић Караџић је учио школу у овом манастиру 1797. године.
За време Првог и Другог српског устанка Троноша је место договора устаничких вођа, због чега доживљава нова разарања. У Првом светском рату у манастиру је била импровизована болница за негу рањеника. Последње разарање Троноше било је на почетку Другог светског рата. Уз велико оштећење објеката, тада су уништени вредни рукописи и предмети манастирске ризнице. Почетком Другог светског рата старешина манастира је био јеромонах Георгије Бојић који је учествовао у бици за Лозницу 1941. године.
Манастир Троношу су братија и народ генерално обновили 1964. године у време архимандрита Антонија Ђурђевића и епископа шабачког Јована Велимировића.
После Другог светског рата црква је обнављана 1964. и 1987. године током прослава 100 година од смрти и 200 година од рођења Вука Караџића.
На путу до манастира налази се капела Св. Пантелејмона са чесмом девет Југовића, коју су по легенди саградили Југ Богдан и девет браће Југовића пред полазак у Косовски бој. Ову чесму обновио је архимандрит Методије и трговац из Лешнице Младен Исаковић 1894. године.

## Манастирска црква
Манастирска црква, посвећена Ваведењу Пресвете Богородице, грађена је 1317. године, обновљен 1559. године. Садашња црква је из 1834. године, подигнута као једнобродна грађевина рашког градитељског стила. Иконостас цркве дело је Николе Јанковића из 1834. године. Овај живописац из 19. века је на иконостасу насликао све иконе осим две које су урађене 1866. године. Манастир је по завршетку живописа и иконостаса освећен 1834. године. Тог дана је уведен обичај да се сваке године на Велики четвртак прилажу две свеће дуге 2m и пречника 20&nbsp;cm, њих прилажу мештани околних села и називају се ратарске свеће. Спомен-конак је изграђен 1987. године.

## Награда „Троношки родослов”
Овде се додељује песничка награда „Троношки родослов”.

## Прослава седам векова постојања
Централна прослава седам векова постојања обележена је, 16. септембра 2017. године, светом литургијом и пригодним културно уметничким програмом. Литургију је служио патријарх српски Иринеј, са свештенством Српске православне цркве. Том приликом је је епископ шабачки Лаврентије прочитао одлуку Светог Архијерејског Синода СПЦ о канонизацији преподобног Стефана Троношког. Претходног дана је у Вуковом дому у Лозници организована свечана академија.